# Ла-Соньер
Ла-Сонье́р (фр. La Saunière, окс. La Saunièra) — коммуна во Франции, находится в регионе Лимузен. Департамент коммуны — Крёз. Входит в состав кантона Гере-Юго-Восточный. Округ коммуны — Гере.
Код INSEE коммуны — 23169.

## Население
Население коммуны на 2010 год составляло 645 человек.
| 1962 | 1968 | 1975 | 1982 | 1990 | 1999 | 2010 |
| ---- | ---- | ---- | ---- | ---- | ---- | ---- |
| 345  | 374  | 332  | 426  | 532  | 543  | 645  |

## Экономика
В 2010 году среди 415 человек трудоспособного возраста (15—64 лет) 322 были экономически активными, 93 — неактивными (показатель активности — 77,6 %, в 1999 году было 71,8 %). Из 322 активных жителей работали 298 человек (150 мужчин и 148 женщин), безработных было 24 (11 мужчин и 13 женщин). Среди 93 неактивных 28 человек были учениками или студентами, 45 — пенсионерами, 20 были неактивными по другим причинам.